# 汉丹铁路
汉丹铁路，全称汉口—丹江（口）铁路:1:292-293，是中华人民共和国湖北省一条自省会武汉通往汉江水利工程丹江口大坝的铁路，全长418公里（改造前旧长411公里:159:54）。其中汉口站至老河口东站为国铁1级干线，老河口东站至丹江站区间为3级支线。:159:54
线路东起武汉，从古云梦泽湖塘沼泽地带筑起路堤，经应城长江埠后北折，渡过涢水（府河）、沿该河左岸台地溯流而上，经云梦、安陆，过三陂港后经丘陵，过随州、随县，在枣阳董岗又随滚河台地及江汉平原来到襄阳，又过汉水左岸江汉冲积增原到终到到丹江口。1958年10月开工，1966年1月1日通车。全线汉口站至老河口东站为复线铁路，并在老河口东站与襄渝铁路上下行线接轨。老河口东站至丹江站区间为单线铁路，于2001年8月份停办客运；武汉至老河口东段经过提速改造，于2009年10月1日开行动车组直至汉十高速铁路开通。

## 历史

### 未成川汉铁路

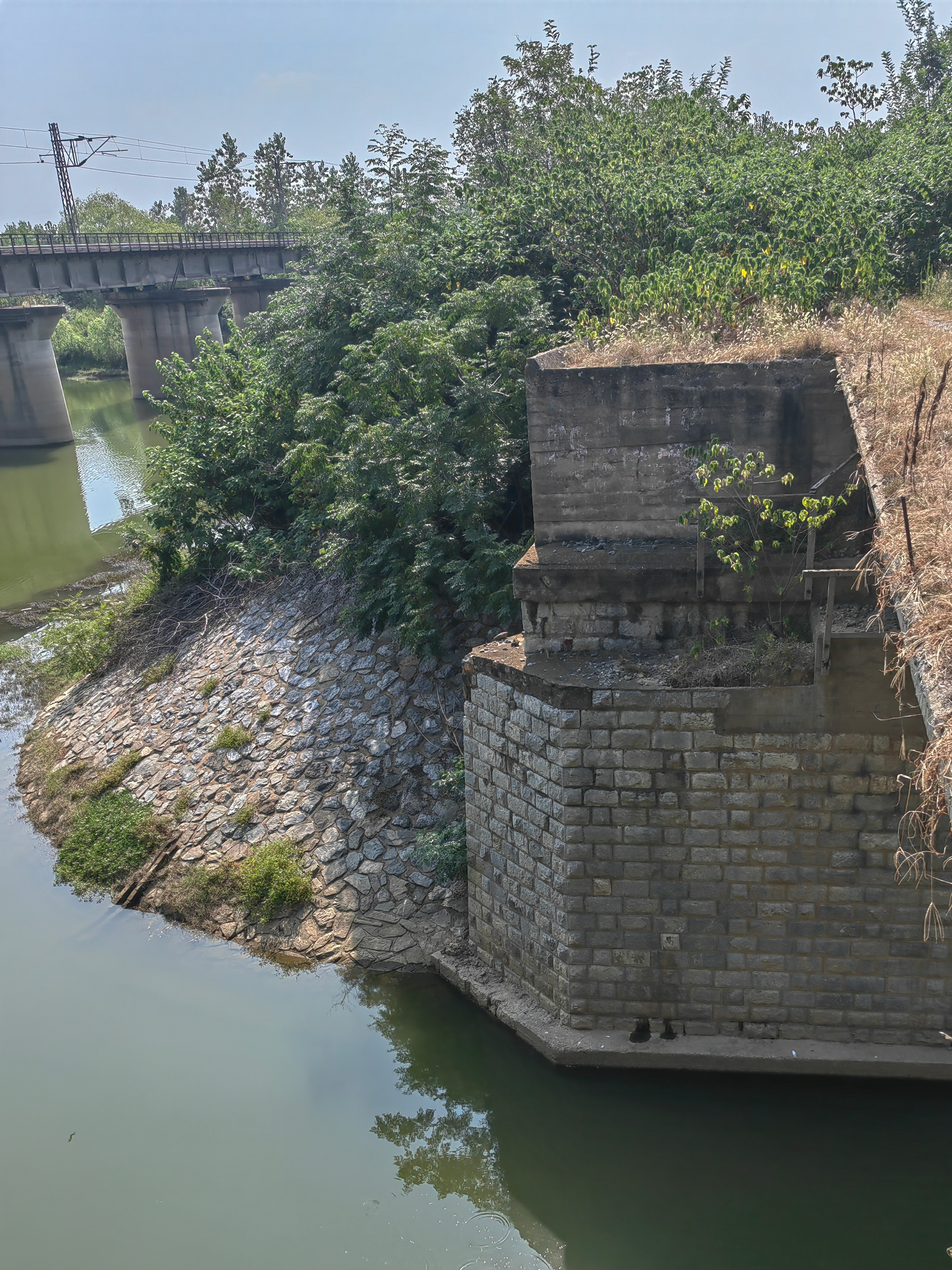
长江埠附属线边府河故道的川汉铁路桥墩遗址（2023年8月）

本线在舵落口站至长江埠站间使用了川汉铁路的路基。1914年9月，汉口至应城111km区间的川汉铁路一期工程开工。之后，汉口玉带门站至长江埠站区间桥涵设施完工，然因第一次世界大战爆发，负责该工程的德国技师回国，工程被迫中止。尔后至本线工程落实前，除汉西附近部分线路曾在30年代作为专用线走行而短暂铺轨外，汉口玉带门站至长江埠站区间绝大部分处于桥涵完工然未铺轨的状态，且被汉宜汽车路（汉宜公路）使用。

### 规划京汉铁路老河口支线
民国25年（1936年），铁道部将道清铁路并入京汉铁路（时称平汉铁路）成为其支线，并在京汉铁路北段（郑州以北）修建了一些支线，路局随即注意到京汉南段也需要支线建设。当年年末开始考察，次1937年，平汉铁路管理局提交了老河口支线调查报告，预计从花园站或广水站（今广水西站）引出支线，经安陆、枣阳、厉山、枣阳、樊城，终到老河口。然最终并未有实施。

### 敷设始末
中华人民共和国建国后，中央政府便有意治理域内河流。1953年，中共中央政治局就讨论了黄河、长江的综合治理问题。当时政治局就规划，治理长江流域的相关先行工程是长江的三峡和汉水的丹江口。1958年2月，周恩来前去三峡考察，此间长江水利委员会工程师魏廷琤汇报了汉水流域以及其上游修筑水利设施的计划，并同时首次提出了水库联络支线的建设计划。7月，长江委员会完成丹江口水利工程的初步设计，后国家计委同意修建，建设工程随即开始。:2
由于当时铁道部既有计划中已有成都至浦口铁路的规划，本线初勘测时原计划经襄樊、安陆，折向东在花园站接入京广铁路。然此前，由于武汉长江大桥的贯通，武汉铁路枢纽已经初具规模，时任湖北省长张体学建议本线应接入武汉铁路枢纽，后中共湖北省委同意其决定。:2-3

### 勘测
本线的修建工作由湖北省负责，此前中共湖北省委委托铁道部第四勘察设计院负责设计。:55:159但由于线路沿途涉及铁道部各项铁路网的规划，因此全线选择分段勘测。1958年9月8日，中共湖北省委发文决定修建本线，时定名汉襄铁路。:181959年春又按照铁道部在基本建设会议之要求进行了复测。:21

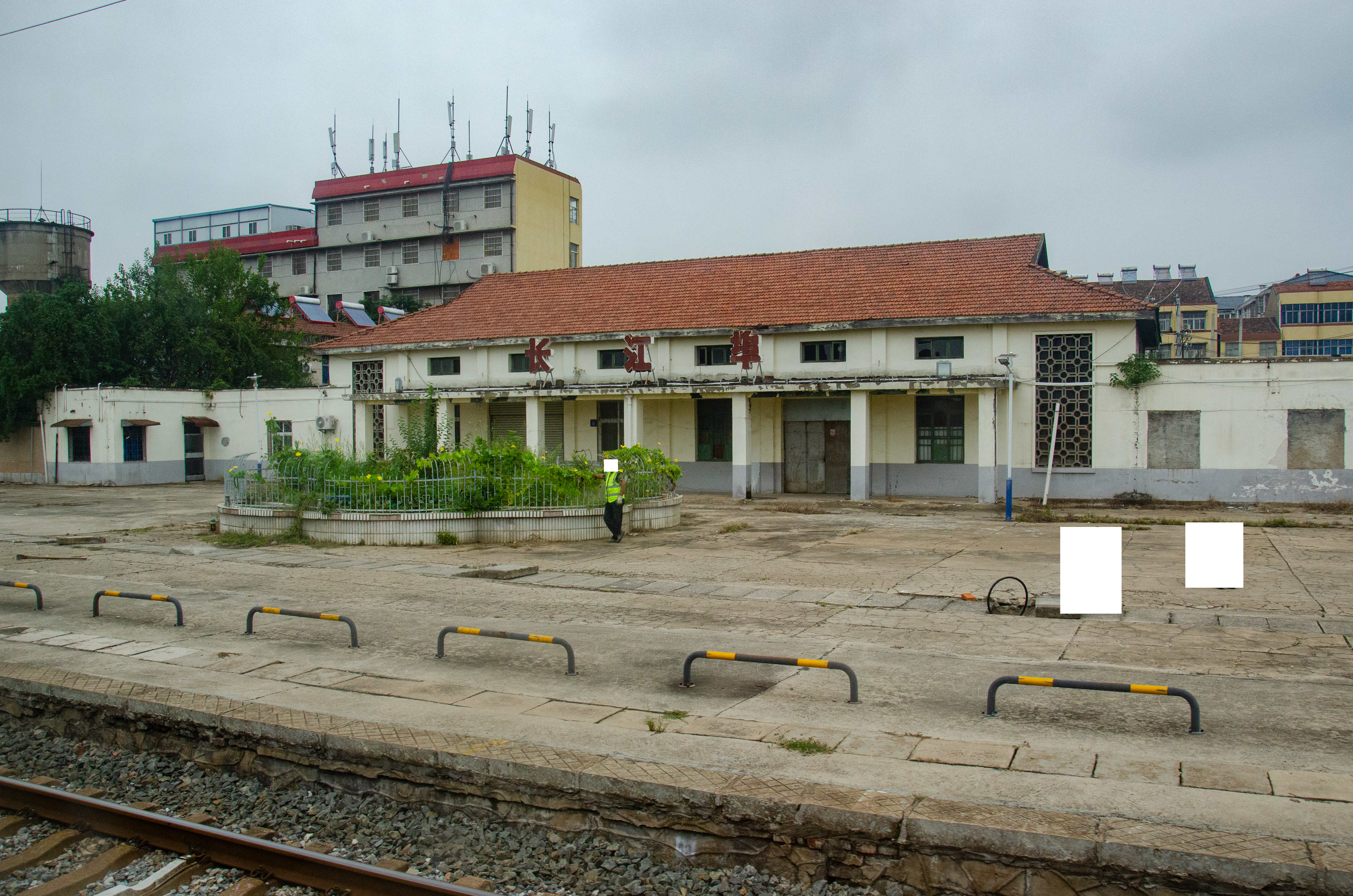
长江埠站站房（2023年），汉丹铁路从长江埠经过，使该地区一度繁荣

#### 汉口至应城
中华人民共和国建国后仍未放弃民国时期搁浅的川汉铁路计划，1958年7月，由于应城域内石膏矿及盐矿需要运输，湖北省委在修建本线的同时也顾及川汉铁路的规划，决定恢复汉宜线（川汉东段）汉口至应城区间，并与本线在下辛店站接轨，汉口至下辛店站间两线共轨。铁四院在本区间派出1个勘测队以一次定测法完成勘测任务。当年10月16日提交设计文件。:19复测期间，本段确定起点选为新江岸编组站（后江岸西站），并在该站至下辛店区间使用已被挪作汉宜公路使用的川汉铁路路基。:21

#### 其他区间
本线应城至随阳店175.5km区间计划中不存在与其他线路共轨，铁四院在本区间派出2个勘测队以一次定测法完成勘测任务，当年10月10日提交设计文件。随阳店至襄樊（襄阳）85.5km区间与当时规划的合襄铁路共轨，铁四院在本区间派出1个勘测队以一次定测法完成勘测任务，当年10月提交设计文件。襄樊（襄阳）至丹江口段97.4km区间远期将作为洛宜铁路的一部分，但在当时仅是受长江流域规划办公室之委托，以配合丹江口水库设施物资运输而规划的专用支线，当年10月提交设计文件。:19复测期间，应城至随阳店为适应基本建设会议传达的要求，又进行了定测与修改。:22
后续施工中，1960年又进行了修改；1964年进行了配套设计，期间线路正式定名汉丹铁路；1965年完成了续建设计。:2-3、22-23

### 修建
本线的施工是在勘测期间中共湖北省委及省政府（湖北省人民委员会）成立的各级指挥部为领导，号召线路沿线各专区、各县人民群众（及民兵师团）完成的。在湖北省委发文决定修建本线后，便成立了各级施工指挥部。:26:159:55
彼时湖北省相关物料奇缺，线路施工难度较大。汉丹线的建设对沿途县市有重要意义，因此施工工作刚启动，便得到了沿线各部门、群众的支持。由于工具不足，沿线民兵自带工具参与建设；由于土石不足，厉山镇将全镇地面所铺设的鹅卵石挖出捐献给铁路建设；由于木料不足，沿线群众将自家门板木箱捐出，更有甚者捐出了为自己身后准备的棺材木料。:32
当时的施工分工为：武汉铁路局三、四、五工程处分别负责马坪至襄樊、汉西至马坪、光化至丹江口的一切大中桥及4米以上小桥的施工（后仙人渡至丹江口段改交第五工程处:146）。而余下线路土石、4米以下小桥及涵洞的施工，则由沿线群众（及民兵师团）负责建设，武汉铁路局对应工程处仅作技术指导。:271958年11月24日，线路正式全面施工。然次年3月末又因春耕，除襄丹段外其他工程暂停。:35-38
线路分为三个部分相继竣工：襄樊—丹江、汉西—马坪、马坪—襄阳。

#### 襄丹段

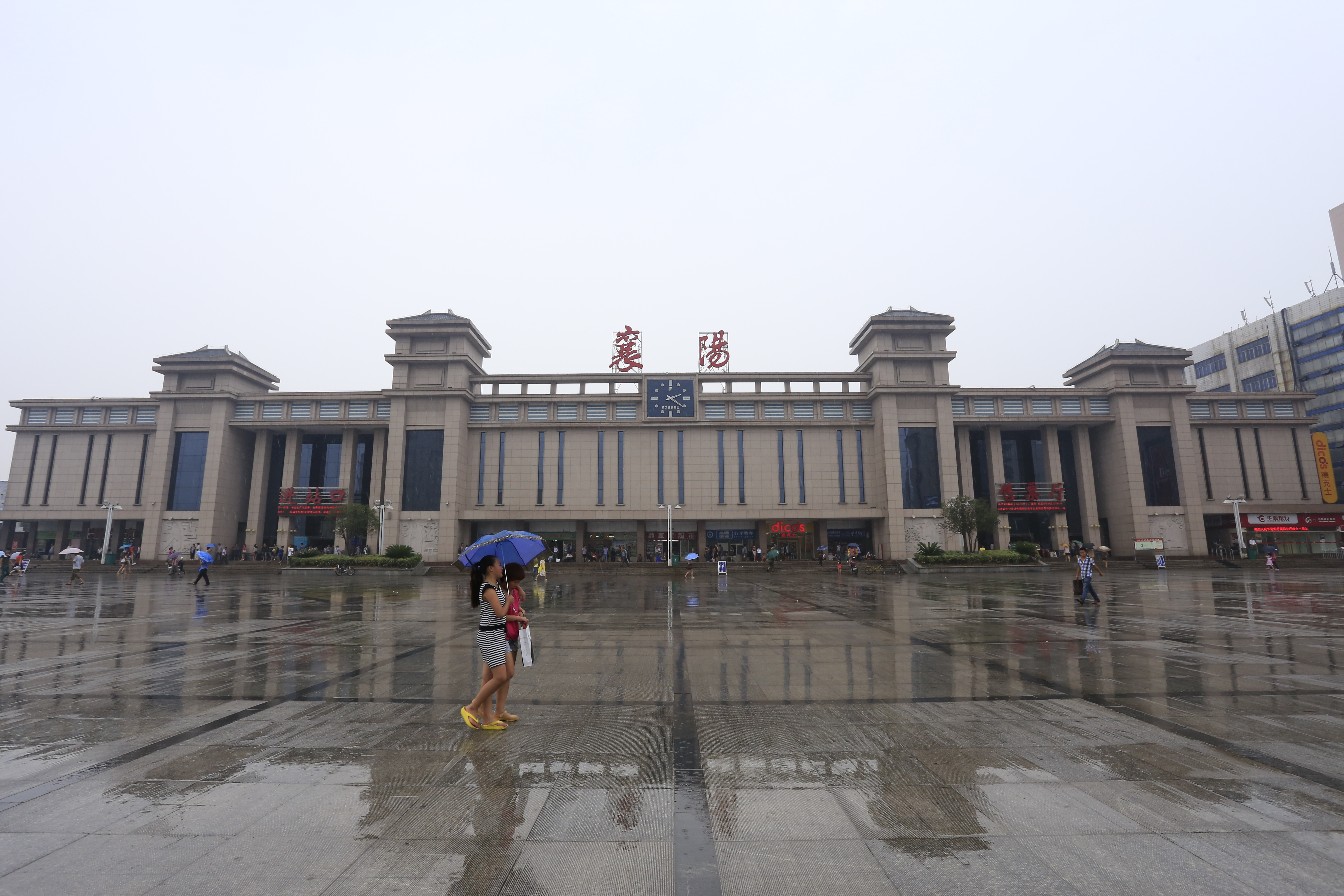
襄阳站站房，旧称襄樊站，今汉丹正线不经由该站

本段的仙人渡—丹江区间在技术上是属于丹江口水库的专用线，因此为保障水电站的正常施工而先期施工本段，又称“北线”:62。张体学曾在施工期间做出了1960年3月1日仙丹段全通的“三一”通车号召，后襄阳专区发出了当年5月1日襄丹段全通的“五一”通车号召。为保质保量地完成施工，襄阳专区还发动了当地各种群众，在施工工地的工人，可见上至六旬的老人，也可以见到小学师生参与劳动。:351960年3月1日，仙丹段投入使用；5月1日，襄丹段全部通车运行，当日在襄樊站（今襄阳站）举行了通车典礼。:61此后本段由丹江口水利枢纽局运营。:150

#### 汉马段
在1958年仙丹段动工的同时，湖北省铁路建设总指挥部在东西湖慈惠墩农场（今武汉市东西湖区慈惠街道）成立。线路修建伊始，张体学便在此处召武汉、孝感、襄阳各市、专区负责人开会，宣传本线建设之意义，称“慈惠农场会议”。然孝感专区当时忙于京广铁路复线工程、府河改道工程、徐家河水库工程，加之地区内粮食短缺，粮食已经优先调拨给参与如上工程的工人，已经无力负责汉丹铁路建设。武汉市决定先行担负汉西至长江埠区间的施工，直至1960年1月复工后因孝感情形好转才参与建设。:62
武汉市发动的筑路主力为市内各大专院校师生、各机关干部，还有一些专业建筑工人。由于学生及干部上马，施工过程认真、施工质量颇高。1960年4月1日，汉口（汉西）至长江埠区间通车。由于隔蒲潭大桥有关工程施工较为艰巨，长江埠至隔蒲潭大桥南岸桥头段6月方才完工。:69
隔蒲潭大桥北岸桥头下行至马坪的线路在1960年3月11日方才由云梦、安陆、应山三县开展施工，至次年2月基本完工。其中在1960年在隔蒲潭大桥试车时，发生了恶性事故（见重大事故章节）。1961年11月1日，汉马段正式完工通车。:81

#### 马襄段
1960年2月18日，襄阳地委书记韩永昌在会上要求本段必须复工，后湖北省委要求当年四月需完成土方工作，小桥五月完工，大中桥七月完工。1961年年末，线路延伸至唐县镇。:292-293:1501962年1月12日，“大办农业、大办粮食、重点施工、一般缓建”的政策下达，本段除已经通车的马坪至唐县镇段及唐白河大桥外一切工程全部停止施工，至3月完全停工。:1011965年年初，铁道部同意续建唐县镇至襄樊段，3月1日施工各部门开始办公。至10月20日，汉丹线全线411km区间完工，汉丹线铁路管理处接管襄丹段。:150:159
1966年1月1日，汉丹线全线通车，并在襄樊车站举行了通车典礼。:152:159

### 汉丹铁路复线
既有的汉丹及襄渝铁路至21世纪初仍为单线铁路，为解决此问题，铁道部计划将本线汉口至老河口东段、襄渝铁路老河口东至安康段新建二线，时称“武汉至安康增建二线工程”，简称“武康二线”。2004年12月31日，汉丹铁路复线工程在随州站宣布启动。2009年6月30日，工程武汉至胡家营区间完工，汉丹铁路汉口至老河口东区间完成电气化、复线化，最高运行时速可达200km/h。10月1日，线路正式开行动车组列车。:300

## 运营

### 运输组织
1960年7月，武汉铁路局成立并代管汉丹线办事处，9月改交湖北省地方铁路局。次1961年2月，铁道部与湖北省商议后决定，建设工作仍由湖北省地方铁路局负责，然运营归属铁道部。:149-1501961年8月又复属湖北省地方铁路局，武铁撤汉丹线办事处。至1962年线路停工，全线通车区间为汉西至唐县镇及襄丹段:101。1963年1月，复交铁道部，武铁成立汉丹线铁路管理处，本线新墩站及以下线路由其管辖。1963年3月，武铁合并于郑州局。1966年1月1日线路全通后，襄樊铁路分局成立。:1226月1日，郑州铁路局宣布正式改组汉丹线铁路管理处，成立郑州铁路局襄樊铁路分局。（除1971至1983年武汉铁路局复设而属武汉铁路局襄樊铁路分局）:43
1969年，新墩站交武汉铁路分局管理；1974年11月，舵落口站交交武汉铁路分局管理。此后本线以朱家台站为界（K22+000），以上由武汉铁路分局管理，以下由襄樊铁路分局管理。:53
2005年3月18日，撤武汉铁路分局及襄樊铁路分局，全线由新成立的武汉铁路局管理。
至2020年末，汉丹铁路由以下部门管辖：汉口至新墩（不含）由武汉局集团直属的汉口车站管辖；本线新墩至安陆段及汉西联络线全线、长江埠附属线（下隔铁路）全线由武汉局集团汉西车务段管辖；安陆（不含）至襄阳由武汉局集团直属的襄阳车站管辖；襄阳北站武汉局集团直属的襄阳北车站管辖；马棚至丹江由武汉局集团十堰车务段管辖。在工务维护上以K22+000为界，以上由武汉桥工段维护、以下由襄阳工务段维护。:274、285、287、292、298

### 客货运输
1960年5月1日，襄丹段通车:61。1960年9月中旬，线路尚未完全竣工，汉口至长江埠区间便开始投入临时运营。:62
2009年10月1日，汉丹铁路上的首趟动车组——D5201次于8时20分从汉口站始发，途经随州、襄樊，11时53分到达终点十堰，运行最高时速200公里，全程运行时间3小时33分。同日，D5202次于12时13分由十堰始开，15时51分到达汉口，实现武汉至十堰当天往返。
在汉十高速铁路开通后，本线既有线动车组停开；是以货物运力增加了5000万吨/年。

## 车站

### 正线
| 汉丹铁路 |              |          |        |        |          |                      |          |          |
|          |              |          |        |        |          |                      |          |          |
| 里程     | 站名         | 车站等级 | 所在地 | 所在地 | 所在地   | 营运者               | 站别     | 备注     |
|          | 江岸西       | 特等站   | 湖北省 | 武汉市 | 江岸区   |                      | 废止     | [ 註 1 ] |
| 0        | 汉口         | 特等站   | 湖北省 | 武汉市 | 江汉区   | 武汉局集团汉口车站   | 客运站   |          |
| K5+398   | 新墩         | 四等站   | 湖北省 | 武汉市 | 硚口区   | 武汉局集团汉西车务段 | 货运站   |          |
| K12+173  | 舵落口       | 三等站   | 湖北省 | 武汉市 | 东西湖区 | 武汉局集团汉西车务段 | 货运站   |          |
| K17+998  | 吴家山       | 三等站   | 湖北省 | 武汉市 | 东西湖区 | 武汉局集团汉西车务段 | 货运站   | [ 註 2 ] |
| K30+643  | 新沟         | 三等站   | 湖北省 | 武汉市 | 东西湖区 | 武汉局集团汉西车务段 | 货运站   |          |
|          | 辛安渡       | 四等站   | 湖北省 | 武汉市 | 东西湖区 | 武汉局集团汉西车务段 | 废止     |          |
| K55+159  | 下辛店       | 五等站   | 湖北省 | 孝感市 | 云梦县   | 武汉局集团汉西车务段 | 会让站   |          |
| K70+878  | 隔蒲         | 四等站   | 湖北省 | 孝感市 | 云梦县   | 武汉局集团汉西车务段 | 货运站   |          |
| K78+206  | 云梦         | 三等站   | 湖北省 | 孝感市 | 云梦县   | 武汉局集团汉西车务段 | 客货运站 |          |
|          | 义堂         | 四等站   | 湖北省 | 孝感市 | 云梦县   | 武汉局集团汉西车务段 | 废止     |          |
|          | 界牌店       | 四等站   | 湖北省 | 孝感市 | 云梦县   | 武汉局集团汉西车务段 | 废止     |          |
| K104+713 | 安陆         | 三等站   | 湖北省 | 孝感市 | 安陆市   | 武汉局集团汉西车务段 | 客货运站 |          |
|          | 三陂港       | 四等站   | 湖北省 | 孝感市 | 安陆市   | 武汉局集团汉西车务段 | 废止     |          |
| K125+289 | 平林         | 五等站   | 湖北省 | 随州市 | 广水市   | 武汉局集团襄阳车站   | 会让站   |          |
|          | 长岭岗       | 四等站   | 湖北省 | 随州市 | 广水市   | 武汉局集团襄阳车站   | 货运站   |          |
| K144+662 | 马坪         | 五等站   | 湖北省 | 随州市 | 广水市   | 武汉局集团襄阳车站   | 货运站   |          |
|          | 十岗         | 四等站   | 湖北省 | 随州市 | 曾都区   | 武汉局集团襄阳车站   | 废止     |          |
|          | 淅河         | 四等站   | 湖北省 | 随州市 | 曾都区   | 武汉局集团襄阳车站   | 废止     | [ 註 3 ] |
| K165+937 | 随州         | 二等站   | 湖北省 | 随州市 | 曾都区   | 武汉局集团襄阳车站   | 客运站   | [ 註 4 ] |
|          | 下两水沟     | 四等站   | 湖北省 | 随州市 | 随县     | 武汉局集团襄阳车站   | 废止     |          |
| K190+261 | 厉山         | 三等站   | 湖北省 | 随州市 | 随县     | 武汉局集团襄阳车站   | 货运站   |          |
|          | 净明铺       | 四等站   | 湖北省 | 随州市 | 随县     | 武汉局集团襄阳车站   | 废止     |          |
| K205+141 | 唐县镇       | 五等站   | 湖北省 | 随州市 | 随县     | 武汉局集团襄阳车站   | 会让站   |          |
|          | 万福店       | 四等站   | 湖北省 | 襄阳市 | 枣阳市   | 武汉局集团襄阳车站   | 废止     |          |
| K220+682 | 随阳店       | 四等站   | 湖北省 | 襄阳市 | 枣阳市   | 武汉局集团襄阳车站   | 货运站   |          |
| K231+213 | 兴隆集       | 四等站   | 湖北省 | 襄阳市 | 枣阳市   | 武汉局集团襄阳车站   | 货运站   |          |
| K242+783 | 枣阳         | 二等站   | 湖北省 | 襄阳市 | 枣阳市   | 武汉局集团襄阳车站   | 客运站   |          |
|          | 董岗         | 四等站   | 湖北省 | 襄阳市 | 枣阳市   | 武汉局集团襄阳车站   | 废止     |          |
| K279+408 | 琚湾         | 五等站   | 湖北省 | 襄阳市 | 枣阳市   | 武汉局集团襄阳车站   | 会让站   |          |
|          | 张家集       | 四等站   | 湖北省 | 襄阳市 | 襄州区   | 武汉局集团襄阳车站   | 废止     |          |
| K298+570 | 简家坡线路所 | 线路所   | 湖北省 | 襄阳市 | 襄州区   | 武汉局集团襄阳车站   | 线路所   |          |
| K308+817 | 襄州         | 三等站   | 湖北省 | 襄阳市 | 襄州区   | 武汉局集团襄阳车站   | 客运站   | [ 註 5 ] |
| K318+340 | 襄阳北       | 特等站   | 湖北省 | 襄阳市 | 襄州区   | 武汉局集团襄阳北车站 | 编组站   |          |
| K334+760 | 马棚         | 四等站   | 湖北省 | 襄阳市 | 樊城区   | 武汉局集团十堰车务段 | 货运站   |          |
|          | 熊营         | 四等站   | 湖北省 | 襄阳市 | 襄州区   | 武汉局集团十堰车务段 | 废止     |          |
|          | 黑龙堰       | 四等站   | 湖北省 | 襄阳市 | 襄州区   | 武汉局集团十堰车务段 | 废止     | [ 註 6 ] |
|          | 朱坡         | 四等站   | 湖北省 | 襄阳市 | 襄州区   | 武汉局集团十堰车务段 | 废止     |          |
| K359+998 | 陈家湖       | 四等站   | 湖北省 | 襄阳市 | 襄州区   | 武汉局集团十堰车务段 | 客货运站 |          |
|          | 太平店       | 四等站   | 湖北省 | 襄阳市 | 襄州区   | 武汉局集团十堰车务段 | 废止     |          |
| K372+287 | 老河口东     | 五等站   | 湖北省 | 襄阳市 | 老河口市 | 武汉局集团十堰车务段 | 会让站   | [ 註 7 ] |
|          | 仙人渡       | 四等站   | 湖北省 | 襄阳市 | 老河口市 | 武汉局集团十堰车务段 | 废止     |          |
| K391+995 | 老河口       | 四等站   | 湖北省 | 襄阳市 | 老河口市 | 武汉局集团十堰车务段 | 货运站   |          |
| K400+509 | 洪山咀       | 四等站   | 湖北省 | 襄阳市 | 老河口市 | 武汉局集团十堰车务段 | 货运站   |          |
|          | 苏家河       | 四等站   | 湖北省 | 襄阳市 | 老河口市 | 武汉局集团十堰车务段 | 废止     |          |
|          | 付家寨       | 四等站   | 湖北省 | 襄阳市 | 老河口市 | 武汉局集团十堰车务段 | 废止     |          |
| K418+139 | 丹江         | 三等站   | 湖北省 | 襄阳市 | 丹江口市 | 武汉局集团十堰车务段 | 货运站   |          |

### 附属线
| 汉丹铁路长江埠附属线（下隔铁路） |        |          |        |        |        |                      |        |      |
|                                  |        |          |        |        |        |                      |        |      |
| 里程                             | 站名   | 车站等级 | 所在地 | 所在地 | 所在地 | 营运者               | 站别   | 备注 |
| 0                                | 下辛店 | 五等站   | 湖北省 | 孝感市 | 云梦县 | 武汉局集团汉西车务段 | 会让站 |      |
| K7+259                           | 长江埠 | 三等站   | 湖北省 | 孝感市 | 应城市 | 武汉局集团汉西车务段 | 货运站 |      |
| K12+925                          | 化工   | 三等站   | 湖北省 | 孝感市 | 应城市 | 武汉局集团汉西车务段 | 货运站 |      |
| K17+807                          | 隔蒲   | 四等站   | 湖北省 | 孝感市 | 云梦县 | 武汉局集团汉西车务段 | 货运站 |      |

### 支线
| 汉丹铁路货线 |            |          |        |        |        |                      |        |      |
|              |            |          |        |        |        |                      |        |      |
| 里程         | 站名       | 车站等级 | 所在地 | 所在地 | 所在地 | 营运者               | 站别   | 备注 |
| 0            | 汉口线路所 | 线路所   | 湖北省 | 武汉市 | 江汉区 | 武汉局集团汉口车站   | 线路所 |      |
| K6+523       | 新墩       | 四等站   | 湖北省 | 武汉市 | 硚口区 | 武汉局集团汉西车务段 | 货运站 | 上行 |
| K6+576       | 新墩       | 四等站   | 湖北省 | 武汉市 | 硚口区 | 武汉局集团汉西车务段 | 货运站 | 下行 |

| 汉西联络线 |      |          |        |        |        |                      |        |      |
|            |      |          |        |        |        |                      |        |      |
| 里程       | 站名 | 车站等级 | 所在地 | 所在地 | 所在地 | 营运者               | 站别   | 备注 |
| 0          | 汉西 | 一等站   | 湖北省 | 武汉市 | 硚口区 | 武汉局集团汉西车务段 | 线路所 |      |
|            | 新墩 | 四等站   | 湖北省 | 武汉市 | 硚口区 | 武汉局集团汉西车务段 | 货运站 | 上行 |
| K6+748     | 新墩 | 四等站   | 湖北省 | 武汉市 | 硚口区 | 武汉局集团汉西车务段 | 货运站 | 下行 |

## 重大事故

### 隔蒲潭大桥事故
隔蒲潭大桥是线路（今为长江埠附属线）横跨府河的一座桥梁，原本计划使用钢筋混凝土梁，然由于此类型的梁制造需要时间，耽误铺轨工作，于是决定先行用五孔军用便梁架设。:80
1960年9月29日隔蒲潭大桥建成通车，当日15时30分，江岸机务段司机姚文斌、副司机姚志宽、司炉徐元成组成的乘务组驾驶PC9型机车行驶至汉口方向桥头时，军用便梁被机车压塌，机车倾覆至河中，乘组三人当场牺牲。事后地方铁路局组织了加固与换梁，10月底桥梁复旧施工完毕，湖北省副省长李明灏、武铁汉丹办事处主任赵向阳亲自登车试车。:80-81
1965年12月末的续建施工中，工程方决定移位重新修建隔蒲潭大桥，大桥的安全隐患得到了根治，新桥1967年11月2日落成。:80-81

## 与其它铁路的连接
- 汉西站、汉口站：京广铁路
- 新墩站：沪汉蓉快速客运通道（宁蓉铁路汉宜铁路段）
- 安陆站：安卫铁路[註 8]
- 长江埠站：长荆铁路
- 厉山站：小厉铁路
- 襄阳站：焦柳铁路
- 老河口东站：襄渝铁路

### 地方志
1. 1 2 3 4 5 6 7  邓鼎. 襄樊铁路分局史志编纂委员会 , 编. . 北京: 中国铁道出版社. 1999-11  [2023-12-11]. ISBN 7-113-03525-6. （原始内容存档于2024-01-04）.
2. 1 2  湖北省随州市地方志编集委员会 (编).  1988年6月第1版. 北京: 中国城市经济社会出版社. 1988-06  [2024-01-04]. ISBN 7-5074-0012-3 –湖北方志馆.
3. 1 2 3 4  中国铁路武汉局集团有限公司年鉴编纂委员会 (编). . 武汉. 2021-12.
4. 1 2 3 4 5 6  湖北省襄樊市地方志编篡委员会 (编).  1994年4月第1版. 北京: 中国城市出版社. 1994-12  [2024-01-04]. ISBN 7-5074-0695-4. （原始内容存档于2024-01-04） –湖北方志馆.
5. ↑  武汉地方志编纂委员会. 黎智 , 编. . 武汉大学出版社.   [2021-04-17]. （原始内容存档于2020-12-21）.
6. ↑  襄樊铁路分局年鉴编纂委员会 (编). . 襄樊. 2005.
7. ↑  武汉铁路局年鉴编纂委员会 (编). . 武汉. 2010-12.
8. ↑  武汉铁路局年鉴编纂委员会 (编). . 武汉. 2006.

### 其他文献
1. 1 2 3 4 5 6 7 8 9 10 11 12 13 14 15 16 17 18 19 20 21 22 23 24 25 26 27 28 29 30 31 32 33 34 35  张珊珊. . 武汉: 长江文艺出版社. 1991-10  [2023-12-11]. ISBN 7-5354-0504-5.
2. 1 2  . 中华人民共和国国务院. 2009-09-30  [2018-12-13]. （原始内容存档于2020-08-25）.
3. 1 2  杨德忠. . 应城市人民政府.   [2023-12-14].[]
4. ↑  铁道省运输局. . 日本: 铁道省运输局. 1930-03  [2023-01-25]. doi:10.11501/1189338. （原始内容存档于2023-01-25） （日语）.
5. ↑  汉口市政府. . 汉口: 武昌亚新地学社. 1934-10  [2023-01-25]. （原始内容存档于2023-01-25）.
6. ↑  平汉铁路经济调查组 (编). . 1937-02  [2024-01-03] –中国国家图书馆 （中文）.
7. 1 2  . 中国武当网. 湖北日报.   [2024-01-03]. （原始内容存档于2020-04-05）.
8. ↑  . 荆楚网. 襄阳晚报.   [2024-01-04]. （原始内容存档于2019-11-09）.
9. ↑  . 湖北日报. 2018-12-10  [2019-12-01]. （原始内容存档于2019-11-09）.